# Hsuan Hua
Hsuan Hua (cinese: 宣化, pinyin: Xuanhua; letteralmente annunciare e trasformare, noto anche come Tzu e Tu Lun; Jilin, 16 aprile 1918 – Los Angeles, 7 giugno 1995) è stato un monaco buddista cinese.
Era un buddista Zen e una figura che ha contribuito a portare il Buddismo Cinese negli Stati Uniti nel XX secolo. Hsuan Hua ha fondato diverse istituzioni negli Stati Uniti. Il Dharma Realm Buddhist Association (DRBA) è un'organizzazione buddista con sedi in Nord America, Australia e Asia. La Città dei Diecimila Buddha a Ukiah, California, è uno dei primi monasteri buddisti Chan in America. La Dharma Realm Buddhist University è una scuola buddista, e la Buddhist Text Translation Society lavora sulla fonetica e la traduzione di scritture buddiste dal cinese in inglese, vietnamita, spagnolo e molte altre lingue.

## Libri
- The Fifty Skandha Demon States
- The Intention of Patriarch Bodhidharma's Coming from the West
- Commentary on The Wonderful Dharma Lotus Flower Sutra
- Commentary on The Sutra in Forty-Two Sections
- Commentary on The Sixth Patriarch's Dharma Jewel Platform Sutra
- Chan: the Essence of All Buddhas
- Guanyin, Guanyin, Guanshiyin
- The Professor Requests a Lecture From the Monk in the Grave
- Venerable Master Hua's Talks on Dharma, Volumes I-XI
- Buddha Root Farm
- News From True Cultivators